# Garden Plain
Garden Plain és una població dels Estats Units a l'estat de Kansas. Segons el cens del 2000 tenia 797 habitants.

## Demografia
Segons el cens del 2000, Garden Plain tenia 797 habitants, 286 habitatges, i 201 famílies. La densitat de població era de 569,9 habitants/km².
Dels 286 habitatges en un 39,9% hi vivien nens de menys de 18 anys, en un 60,8% hi vivien parelles casades, en un 7,7% dones solteres, i en un 29,4% no eren unitats familiars. En el 27,3% dels habitatges hi vivien persones soles el 15,4% de les quals corresponia a persones de 65 anys o més que vivien soles. El nombre mitjà de persones vivint en cada habitatge era de 2,79 i el nombre mitjà de persones que vivien en cada família era de 3,47.
Per edats la població es repartia de la següent manera: un 34,5% tenia menys de 18 anys, un 5,5% entre 18 i 24, un 26,9% entre 25 i 44, un 19,1% de 45 a 60 i un 14,1% 65 anys o més.
L'edat mediana era de 34 anys. Per cada 100 dones de 18 o més anys hi havia 97,7 homes.
La renda mediana per habitatge era de 48.068 $ i la renda mediana per família de 56.375 $. Els homes tenien una renda mediana de 40.750 $ mentre que les dones 25.577 $. La renda per capita de la població era de 22.946 $. Entorn del 2,8% de les famílies i el 4% de la població estaven per davall del llindar de pobresa.

## Poblacions més properes
El següent diagrama mostra les poblacions més properes.